# Gacrux
Gacrux (Gamma Crucis, γ Crucis) je červený obr v souhvězdí Kříže. Je to 26. nejjasnější hvězda oblohy. V souhvězdí představuje horní vrchol kříže. Je to nejbližší červený obr typu M ke Slunci, a k tomu má spektrální typ M3.5III. Měřením byla zjištěna vzdálenost přibližně 88 ly.
Gacrux je klasifikován jako polopravidelná proměnná hvězda. Její normální jas je zhruba +1.64.

## Externí odkazy

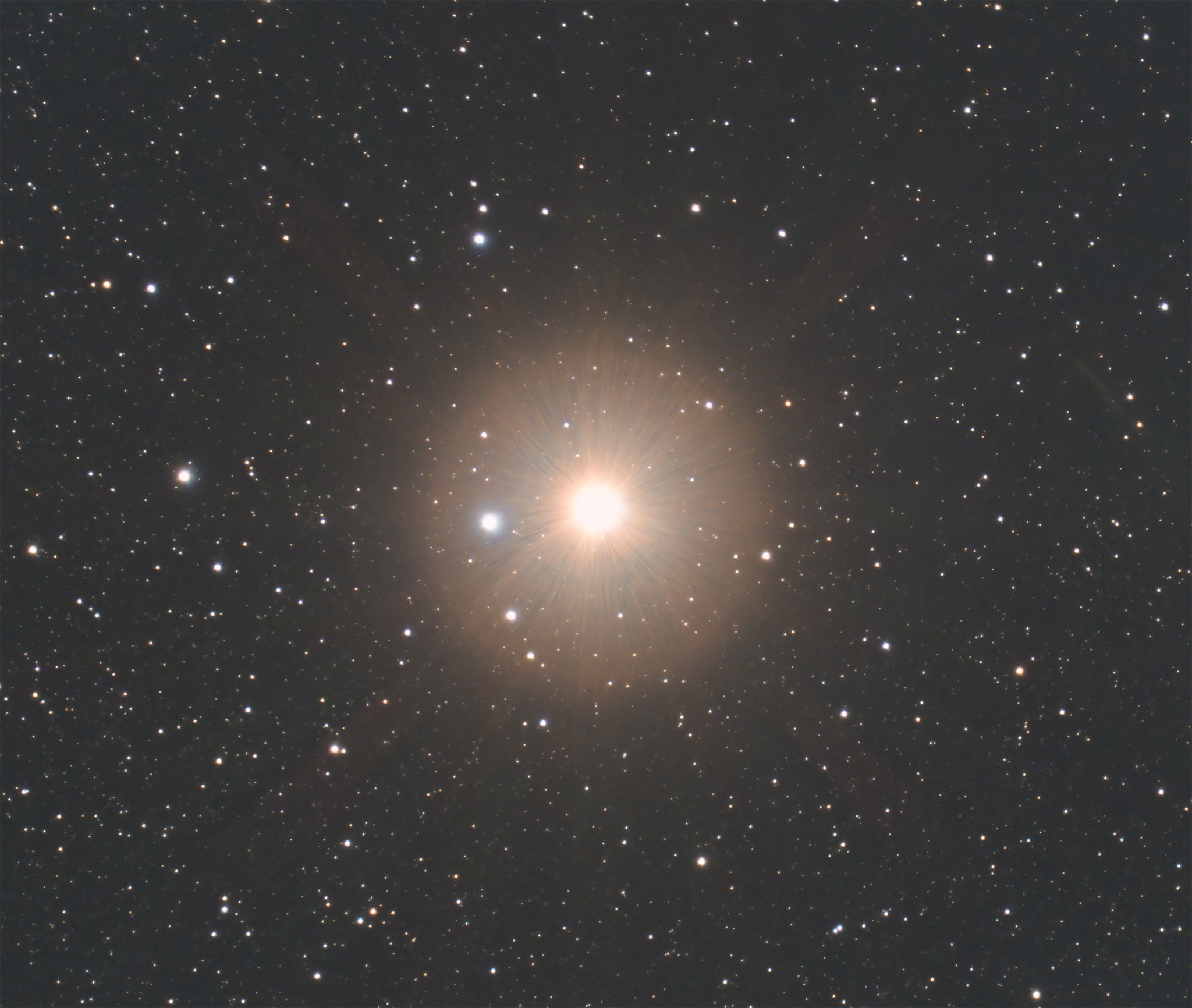
Gacrux, nejbližší obr typu M ke Slunci